# Mark Plaatjes
Mark Plaatjes (né le 2 juin 1962 à Johannesburg) est un athlète sud-africain naturalisé américain, champion du monde du marathon en 1993.

## Biographie
Vainqueur de deux titres de champion d'Afrique du Sud dans les années 1980, et auteur d'un record personnel sur marathon de 2 h 08 min 58 s, il ne peut participer aux compétitions internationales à la suite des sanctions frappant son pays en raison de sa politique d'apartheid. Il est donc privé des Jeux olympiques de 1984 et 1988, des Championnats du monde de 1987, et des marathons internationaux. Menacé par des extrémistes de l'ANC voulant l'empêcher de courir, il décide de s'enfuir d'Afrique du Sud pour s'installer dans le Colorado, aux États-Unis. 
Il s'illustre durant la saison 1993 en se classant sixième du Marathon de Boston en 2 h 12 min 39 s. Le 24 juillet, soit trois semaines avant le début des Championnats du monde, Mark Plaatjes obtient la nationalité américaine. Sélectionné pour l'épreuve du marathon, il dispute à Stuttgart sa première compétition internationale officielle. Distancé de plus d'une minute par le Namibien Lucketz Swartbooi au 35e kilomètre, Plaatjes parvient à rejoindre l'homme de tête peu avant l'entrée du stade. Au terme d'une accélération dans le dernier tour, il devient champion du monde en 2 h 13 min 57, distançant Lucketz Swartbooi de quatorze secondes. Avec ce titre, il devient le premier athlète américain titré au niveau mondial dans une épreuve de longue distance.